# Advocaat bij het Hof van Cassatie
Een advocaat bij het Hof van Cassatie is in België een advocaat die gespecialiseerd is in de cassatietechniek, hij is een ministeriële ambtenaar (door de koning benoemd)  die de partijen voor het Hof van Cassatie vertegenwoordigt in burgerlijke zaken, handelszaken, sociale zaken of een cassatieberoep tegen beslissingen van beroepsorden in zake tucht. In burgerlijke zaken is de tussenkomst van een advocaat bij het Hof van Cassatie verplicht. Men kan tegen een vonnis of een arrest in burgerlijke zaken uitgesproken geen voorziening in cassatie instellen zonder de bijstand van een advocaat bij het Hof van Cassatie.
De bijstand van een advocaat bij het Hof van Cassatie is verplicht in burgerlijke zaken, handelszaken, sociale zaken (arbeidsrecht en socialezekerheidsrecht) en tuchtzaken. De bijstand van een advocaat bij het Hof van Cassatie is niet verplicht in fiscale zaken voor de veroordeelde en voor de burgerlijke partij. In strafzaken is er een pleitmonopolie dat in werking treedt op 1 februari 2015 (zie Wet van 14 februari 2014 met betrekking tot de rechtspleging voor het Hof van Cassatie in strafzaken).
De advocaten bij het Hof van Cassatie zijn verenigd in de Orde van advocaten bij het Hof van Cassatie. 
Het aantal advocaten bij het Hof van Cassatie  wordt, na advies van het Hof van Cassatie, bepaald door de Koning, die hen benoemt uit een lijst van drie kandidaten, voorgesteld door een speciale commissie (artikel 478, al. 1, van het Gerechtelijk Wetboek).  
Op dit ogenblik zijn er voor heel België twintig (20) advocaten bij het Hof van Cassatie. 

## Verplichte tussenkomst in burgerlijke zaken
Voor het Hof van Cassatie kunnen in burgerlijke zaken alleen advocaten optreden en conclusies nemen, die de titel van advocaat bij het Hof van Cassatie voeren. De voorgaande bepaling geldt niet voor de burgerlijke partij in strafzaken (artikel 478, al. 1, van het Gerechtelijk Wetboek). Onder 'burgerlijke zaken' moet men in dat verband verstaan alle zaken behalve strafzaken. De verplichte bijstand van een advocaat bij het Hof van Cassatie geldt dus ook in handelszaken, in zaken betreffende arbeidsrecht en in geschillen betreffende de sociale zekerheid. 
In de praktijk is het de (gewone) advocaat die zich als eerste een oordeel zal vormen over de slaagkansen van een eventuele voorziening in cassatie. Indien zijn cliënt daarin toestemt zal hij het dossier overmaken aan een (meestal) door hem gekozen advocaat bij het Hof van Cassatie, voor een advies. Dit advies van de advocaat bij het Hof van Cassatie geeft thans (begin 2010) aanleiding tot een honorarium van ongeveer 2.000 euro. In dat advies worden de slaagkansen van een eventuele voorziening in cassatie geëvalueerd. 
Indien het advies ongunstig is (dus een voorziening in cassatie afraadt) zal men er goed aan doen geen voorziening in cassatie in te stellen. Maar er kunnen zich gevallen voordoen waarin men toch de voorziening wil instellen (om een poging te ondernemen de rechtspraak van het Hof van Cassatie te laten wijzigen). In dat geval zal de advocaat bij het Hof van Cassatie de voorziening inleiden, hetzij 'op ontwerp en vordering', hetzij 'op vordering'. 
Indien de advocaat bij het Hof van Cassatie (meestal onderaan het verzoekschrift) vermeldt dat hij de voorziening instelt 'op ontwerp en vordering', dan geeft hij in feite te kennen dat hij de voorziening in cassatie heeft afgeraden en dat hij letterlijk de tekst overneemt die de advocaat van de eiser in cassatie hem voorlegt. De advocaat bij het Hof van Cassatie geeft aldus uitdrukkelijk te kennen dat hij zich van de voorziening in cassatie distantieert. Hij geeft te kennen dat de voorziening door hem werd afgeraden en dat hij de tekst van het verzoekschrift zelf niet heeft geschreven. 
Indien de advocaat bij het Hof van Cassatie de voorziening instelt 'op vordering' dan geeft hij te kennen dat hij de opdrachtgever de voorziening heeft afgeraden, maar dat deze laatste toch de opdracht heeft gegeven om de voorziening in te stellen. Maar deze voorziening zal dan wel door de advocaat bij het Hof van Cassatie zijn geschreven, zij het na een waarschuwing omtrent de geringe kansen op welslagen. 
De advocaat bij het Hof van Cassatie moet in 'burgerlijke zaken' het verzoekschrift met de cassatiemiddelen van de eiser in cassatie ondertekenen en de memorie van antwoord van de verweerder.

## In strafzaken
In strafzaken is de tussenkomst van een advocaat bij het Hof van Cassatie niet verplicht voor de veroordeelde, de beklaagde of de beschuldigde. 
Sinds de zaak-Dutroux is in strafzaken de tussenkomst van een advocaat bij het Hof van Cassatie niet meer verplicht voor de burgerlijke partij. Dit vloeit voort uit een wijziging van artikel 478 van het Gerechtelijk Wetboek. 
De tussenkomst van een advocaat bij het Hof van Cassatie blijft in strafzaken verplicht voor de burgerrechtelijk verantwoordelijke partij en voor een tussenkomende partij, zoals bijvoorbeeld een verzekeraar.
Vanaf 1 februari 2015 zal een advocaat bij het Hof van Cassatie in strafzaken ook verplicht zijn. De bedoeling zou zijn om de toestroom van Cassatiezaken in strafzaken te beperken. Een en ander is te vinden in de Wet van 14 februari 2014 met betrekking tot de rechtspleging voor het Hof van Cassatie in strafzaken gepubliceerd in het Belgisch Staatsblad van 27 februari 2014. Een mogelijke kritiek hierop is dat op deze manier de veroordeelde een hogere drempel heeft om de wettigheid van zijn zaak te laten nakijken door het hoogste bevoegde rechtscollege van België. Zeker in strafzaken is dat een delicate zaak en het is nog maar de vraag of dit niet tot problemen zou kunnen leiden inzake de mensenrechten.

## In fiscale zaken
In fiscale zaken is de tussenkomst van een advocaat bij het Hof van Cassatie niet verplicht. Dit kan men niet afleiden uit artikel 478 van het Gerechtelijk Wetboek. Alle fiscale wetboek bevatten echter een bepaling betreffende de voorziening is cassatie. Daarin wordt telkens gezegd dat de voorziening in cassatie kan worden ingesteld door 'een advocaat'. De tussenkomst van een advocaat bij het Hof van Cassatie is dus niet vereist. Aldus luiden artikel 378 van het Wetboek van de Inkomstenbelastingen en artikel 142/4 van het Wetboek der successierechten: 'Het verzoekschrift houdende voorziening in cassatie en het antwoord op de voorziening mag door een advocaat worden ondertekend en neergelegd'. De lijst der wetboeken zal men bijvoorbeeld aantreffen in de wet van 10 december 2001 tot wijziging van verscheidene belastingwetboeken, wat de voorziening in cassatie betreft en de vertegenwoordiging van de Staat voor de hoven en rechtbanken. 
In belastingszaken mag de zaak bij het Hof van Cassatie worden ingeleid door een gewone advocaat of door een gemachtigde ambtenaar van de FOD Financiën.

## Tussenkomst in verband met de rechtsbijstand voor het Hof van Cassatie
In het Hof van Cassatie wordt de rechtsbijstand geleid door een bureau voor rechtsbijstand, dit
is in feite een afdeling van het Hof, voorgezeten door een raadsheer bij het Hof van Cassatie en bijgestaan door een griffier. Aan dit bureau komt de beslissing toe al dan niet rechtsbijstand te verlenen na het advies van het Openbaar Ministerie en deverzoeker te hebben gehoord. Vooraleer de rechtsbijstand te verlenen en dus in te
gaan op het verzoekschrift bekomt het bureau het advies van een advocaat bij het Hof van Cassatie. De advocaat bij het Hof van Cassatie geeft een advies over de slaagkansen van de voorziening in cassatie. 